# М1940 (каска)

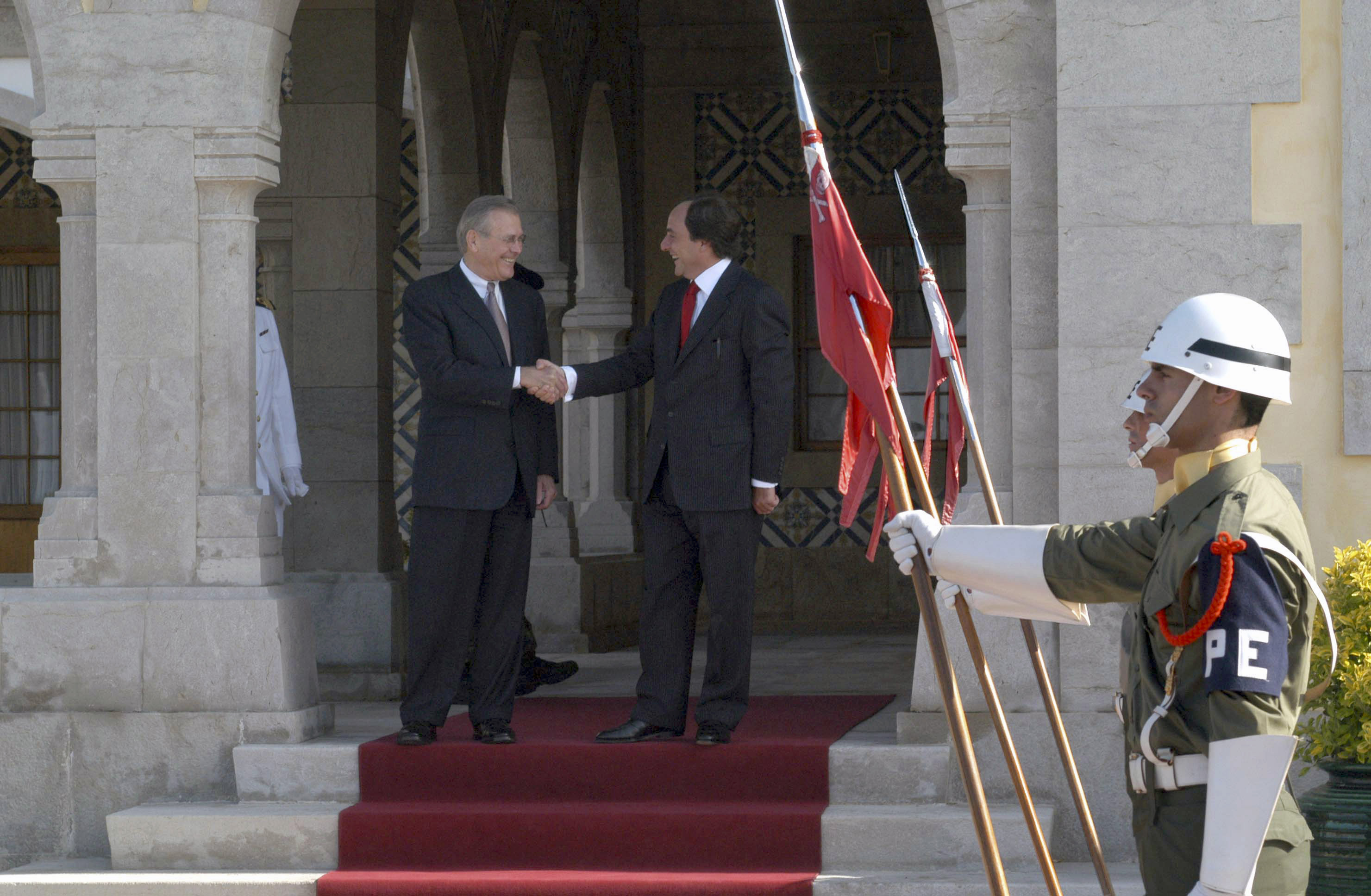
Солдаты почётного караула в шлемах M1940-63

M1940 — общевойсковая каска, использовавшимся вооруженными силами Португалии с 1940-х до конца 1960-х годов. M1940-63 и M1940-63 Paratrooper представляют собой улучшенные версии шлема M1940, которые были созданы в 1960-х годах и до сих пор ограниченно применяются. Помимо использования в вооруженных силах, шлемами M1940 и M1940-63 также оснащались португальские силы безопасности, включая полицию общественной безопасности и Национальную республиканскую гвардию (GNR). Этот шлем был в значительной степени заменен PASGT в начале 1990-х годов.

## История
До начала 1940-х годов стандартным боевым шлемом португальской армии был шлем Броди, принятый на вооружение во время Первой мировой войны, две версии которого обозначались на португальской службе как M1916 и M1917.
В конце 1930-х было принято решение заменить М1916 и М1917 на новый современный шлем. Было испытано несколько иностранных шлемов, и, наконец, в 1940 году был принят шлем отечественной разработки, получивший обозначение M1940. Утверждается, что M1940 был вдохновлён конструкцией шлемов, которые использовали португальские солдаты 15 века. М1940 производился из стали на заводе Fábrica de Braço de Prata (военный завод Braço de Prata) в Лиссабоне.
В начале 1960-х годов была разработана модернизированная версия М1940, принятая на вооружение в 1963 году как М1940-63. У M1940-63 был вариант, специально разработанный для использования десантниками.
С 1961 по 1974 год каски M1940 и M1940-63 использовались в боевых действиях португальскими вооруженными силами и силами безопасности во время португальской колониальной войны.
Хотя M1940-63 в значительной степени был заменён в конце 1980-х годов современными боевыми шлемами из кевлара, M1940-63 всё ещё находит ограниченное применение, а именно в качестве церемониального шлема, используемого военной полицией португальской армии.